# Nilüfer Hatun
Nilüfer Hatun, död 1383, var gemål till den osmanske sultanen Orhan (regent 1324-1362) och mor till Murad I (regent 1362–1383).
Hon var av grekiskt kristet ursprung. Eftersom hon blev mor till sultanen, har hon varit föremål för många uppdiktade historier om hennes börd för att framställa den som högre än hennes slavursprung. 
Hon kom till Orhans harem som slavkonkubin 1325. Hennes son blev sultan 1362. Hon var den första slavinnan som blev mor till en osmansk sultan, och den första med titeln Valide Hatun.    
Hon lät uppföra tjugoen byggnader för olika ändamål, bland dem en imaret, en hammam och en caravanserai.